# Abraham Kiplagat
Pour les articles homonymes, voir Kiplagat.
Abraham Kiplagat, né le 9 août 1984, est un athlète kényan spécialiste du 800 mètres.
Il remporte la médaille de bronze du 800 m lors des Jeux du Commonwealth 2010, s'inclinant avec le temps de 1 min 47 s 37 face à ses compatriotes Boaz Lalang et Richard Kiplagat.
Son record personnel sur 800 m est de 1 min 43 s 77, établi le 22 juillet 2010 lors du meeting Herculis de Monaco.

## Palmarès
| Date | Compétition          | Lieu      | Place | Épreuve |
| ---- | -------------------- | --------- | ----- | ------- |
| 2010 | Jeux du Commonwealth | New Delhi | 3e    | 800 m   |